# Станкевич, Ядвига Вацлавовна
Ядвига Вацлавовна Станкевич (3 октября 1909, Санкт-Петербург — 19 мая 1959, Ленинград) — советский археолог, кандидат исторических наук, член КПСС, научный сотрудник Ленинградского отделения Института археологии АН СССР, специалист в области изучения памятников материальной культуры северо-западных районов РСФСР.

## Биография
Ядвига Вацлавовна родилась в Ленинграде 3 октября 1909 года. В 1931 году закончила историко-лингвистический факультет Ленинградского государственного университета (ЛИФЛИ). В 1931—1933 годах работала заведующей исторического отдела Петрозаводского музея. Затем перешла на работу в Государственный Эрмитаж. В 1934 году Я. В. Станкевич поступила в аспирантуру Института истории материальной культуры. С 1938 года и до конца своей жизни — сотрудник Института истории материальной культуры АН СССР. Сфера научных интересов Ядвиги Вацлавовны — исследование памятников материальной культуры центральных и северо-западных районов европейской части СССР 1-го и начала 2-го тысячелетия н. э., изучение славянских, балтийских и финно-угорских племён и история возникновения древнерусской народности. В 1946 году Я. В. Станкевич защитила кандидатскую диссертацию по теме «Хронологическая классификация погребений Юго-Восточного Приладожья IX—XIII веков». В её научном багаже более 20 работ. 

## Некоторые работы
- Раскопки Михайловского могильника // КСИИМК. вып. II, 1939.
- К вопросу об этническом составе населения Ярославского Поволжья в IX—X столетиях // МИА, № 6, 1941.
- Хронологическая классификация погребений Юго-Восточного Приладожья // КСИИМК, вып. XIV, 1947.
- Шестовицкие курганы (тезисы доклада) // КСИИМК, вып. XXI, 1947.
- Стрелы и принадлежности для стрельбы из лука (в соавторстве с С. И. Руденко) // Исторический памятник русского арктического мореплавания XVII века (Археологические находки на острове Фаддея и на берегу залива Симса). Л.; М.: Изд-во Главсевморпути, 1951.
- Бытовой инвентарь // Исторический памятник русского арктического мореплавания XVII века (Археологические находки на острове Фаддея и на берегу залива Симса). Л.; М.: Изд-во Главсевморпути, 1951.
- Поселения 1-го тысячелетия н. э. верхнего течения Западной Двины // Тезисы докладов на Пленуме ИИМК, посвящённом вопросам археологии Прибалтики (1951 г.). М., 1951
- Исследование памятников 1-го тысячелетия н. э. в верховьях Западной Двины за 1949—1951 гг. // КСИИМК, вып. 52, 1953
- Памятники славянской культуры середины 1-го тысячелетия н. э. в верхнем течении Западной Двины // КСИИМК, вып. 72, 1958
- К истории населения Верхнего Подвинья в 1-м и начале 2-го тысячелетия н. э. // Древности северо-западных областей РСФСР (МИА № 76), 1960
- Шестовицкое поселение и могильник по материалам раскопок 1946 года // КСИА, вып. 87, 1962. (Опубликовано посмертно)
- Курганы у деревни Полибино на реке Ловати // КСИА, вып. 87, 1962. (Опубликовано посмертно)
- К вопросу о появлении гончарного круга у северо-восточных славян // Światowit, t. 24, 1962. (Опубликовано посмертно).